# Alphabet City
Alphabet City, pour Ville alphabet, est un quartier de l'arrondissement de Manhattan à New York faisant partie du plus grand ensemble de l'East Village. Alphabet City tient son nom du carré que constituent les Avenue A, B, C, et D (les seules avenues portant une lettre) limité au nord par la 14e rue et au sud par Houston Street.

## Histoire
Historiquement, Alphabet City était appelée Little Germany en raison des populations émigrées d'Allemagne et d'Autriche au XIXe siècle qui s'y installèrent. Au tournant du XXe siècle, la petite Allemagne se déplaça plus au nord dans l'actuel quartier Yorkville.
Alphabet City est le cœur de l'East Village avec notamment l'Avenue A et le Tompkins Square Park, autour desquels se concentrent de nombreuses activités. Les Avenues B et C sont en pleine expansion depuis le milieu des années 1990 et attirent une population jeune, artiste, et bohème. De nombreux Community Gardens, petits jardins de gestion privée mais ouvert au public, se trouvent sur ces avenues (notamment les plus beaux au croisement de l'Avenue C et de la 9e rue). Plus à l'est, l'Avenue C ou Avenue Loisaida, en référence à la population porto-ricaine qui s'y est installé à partir des années 1960, reste une avenue de logement de type HLM.

## Dicton
Alphabet City fut à partir des années 1950 jusqu'à la fin des années 1990, considéré comme un quartier populaire, de grande mixité sociale, ethnique, et culturelle. De ce fait, certaines parties étaient des zones d'insécurité, où étaient menés notamment des trafics de stupéfiants, entrainant un fort niveau de crimes. Un dicton fut alors utilisé par les New-Yorkais à propos d'Alphabet City — qui aujourd'hui n'a plus lieu d'être :
| « | Avenue A, you're Alright Avenue B, you're Brave Avenue C, you're Crazy Avenue D, you're Dead. » |  | « | Avenue A, vous allez bien Avenue B, vous êtes courageux Avenue C, vous êtes fou Avenue D, vous êtes mort. » |